# Liccasapone
Il liccasapone (in siciliano "liccasapuni"), letteralmente "lecca sapone", è un antico e tipico coltello siciliano e, più precisamente, palermitano.
L'uso che veniva fatto di questo tipo di coltelli era, per l'appunto, quello di tagliare i saponi che, anticamente, si vendevano a peso.
Col passare del tempo però, il coltello è andato via via sempre più diffondendosi e, di conseguenza, venne utilizzato anche per scopi diversi come, nella maggioranza dei casi, per difendersi dagli agguati o per attaccare nei duelli data la grande dimensione della lama (dai 18 cm in su di lunghezza), la sua alta penetrabilità e la sua forma affusolata, tanto da essere entrato nell'immaginario popolare siciliano come una sorta di "coltello dei banditi". Altre fonti invece dicono che il leccasapone veniva usato per radersi la barba togliendo il sapone e i peli dalla faccia da lì il termine (liccasapuni). Il coltello ha il manico ricurvo a forma di rasoio.
Il termine viene usato in Sicilia per indicare genericamente coltelli pieghevoli o rasoi.